# Ильмовая чехлоноска
Ильмовая чехлоноска (лат. Coleophora limosipennella) — вид молевидных бабочек-чехлоносок (Coleophoridae).
Европа. Интродуцирован в Северную Америку.

## Описание
Мелкая молевидная бабочка. Размах крыльев 10—13 мм. У этого вида на более поздних стадиях образуется характерный личиночный футляр с заметно зазубренным верхним краем, прикрепленным почти параллельно поверхности листа.
Кормовое растение — вяз (Ulmus), личинки зимуют в чехликах небольших размерах и возобновляют кормление поздней весной. Имаго появляются в июне и июле.
Гусеницы питаются такими растениями как Ulmus , а также предположительно Alnus и Betula. Молодые личинки образуют короткий относительно широкий коридор, который быстро расширяется до эллиптического пятна. Взрослые гусеницы живут в коричневом лопатчатом листе размером 9-11,5 мм. Угол наклона составляет 0 ° — 20 °.

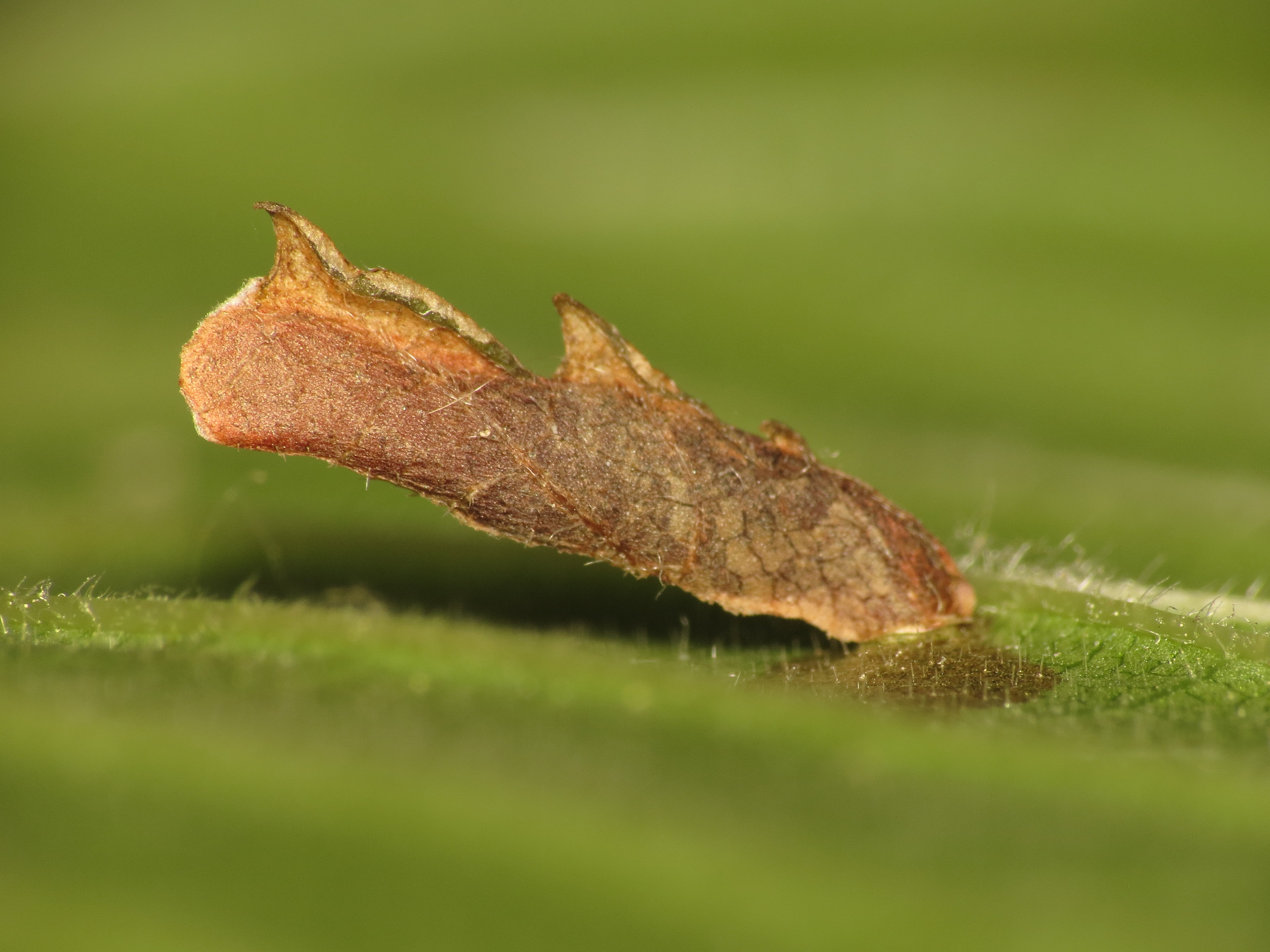
Чехлик